# Eishockey-Regionalliga 2015/16
Die Regionalliga ist in der Saison 2015/16 die vierthöchste Ligenstufe im deutschen Eishockey unterhalb der Eishockey-Oberliga. Ausgespielt werden die Regionalligen Nord, Ost und Süd-West sowie diesen gleichgestellt die Bayernliga und die 1. Liga West.

## Regionalliga Nord
Die Regionalliga Nord wird vom Landeseissportverband Niedersachsen für Mannschaften der Bundesländer Niedersachsen, Hamburg, Bremen, Schleswig-Holstein und Mecklenburg-Vorpommern veranstaltet.
Gespielt wurde eine Vorrunde in zwei Regionalgruppen von Oktober 2015 bis Januar 2016. Die ersten drei Mannschaften jeder Gruppe qualifizierten sich für die Meisterrunde. Der Sieger dieser Runde ist der Meister der Regionalliga Nord und sollte als dieser an der Relegation zur Eishockey-Oberliga 2016/17 teilnehmen, allerdings haben alle Mannschaften darauf verzichtet.
Die restlichen Mannschaften der Regionalgruppen spielen eine Platzierungsrunde aus.

### Teilnehmende Mannschaften

#### Gruppe A
- Adendorfer EC
- Weserstars Bremen
- REV Bremerhaven
- TAG Salzgitter Icefighters
- SG SC Langenhagen/EC Wedemark/Hannover Indians "United North Stars"

|    | Mannschaft                 | Sp | S  | N  | Tore   | Diff. | Pkte |
| -- | -------------------------- | -- | -- | -- | ------ | ----- | ---- |
| 1. | Adendorfer EC              | 16 | 15 | 1  | 107:41 | 66    | 45   |
| 2. | Weserstars Bremen (M)      | 16 | 13 | 3  | 120:51 | 71    | 39   |
| 3. | TAG Salzgitter Icefighters | 16 | 7  | 9  | 63:93  | −30   | 21   |
| 4. | United North Stars         | 16 | 4  | 12 | 55:84  | −29   | 12   |
| 5. | REV Bremerhaven            | 16 | 1  | 15 | 45:121 | −76   | 3    |

#### Gruppe B
- Hamburger SV 1b
- TuS Harsefeld Tigers
- Altonaer SV Hamburg
- Hamburg Crocodiles 1b
- EC Celler Oilers (N)
- Rostocker EC Freibeuter (N)
- EHC Timmendorfer Strand 06 1b (N)

|    | Mannschaft                        | Sp | S  | N | Tore  | Diff. | Pkte |
| -- | --------------------------------- | -- | -- | - | ----- | ----- | ---- |
| 1. | Altonaer SV Hamburg               | 12 | 10 | 2 | 68:38 | 30    | 28   |
| 2. | TuS Harsefeld Tigers              | 12 | 7  | 5 | 72:52 | 20    | 23   |
| 3. | Hamburger SV 1b                   | 12 | 6  | 6 | 53:46 | 7     | 19   |
| 4. | EC Celler Oilers (N)              | 12 | 6  | 6 | 47:59 | −12   | 17   |
| 5. | Rostocker EC Freibeuter (N)       | 12 | 6  | 6 | 59:64 | −5    | 17   |
| 6. | Hamburg Crocodiles 1b             | 12 | 4  | 8 | 52:57 | −5    | 12   |
| 7. | EHC Timmendorfer Strand 06 1b (N) | 12 | 3  | 9 | 27:62 | 35    | 10   |

### Meisterrunde
Die jeweils drei besten Mannschaften der Gruppen A&B spielen in einer Einfachrunde den Meister der Regionalliga Nord aus.
|    | Mannschaft             | Sp | S | N | Tore   | Diff. | Pkte |
| -- | ---------------------- | -- | - | - | ------ | ----- | ---- |
| 1. | Weserstars Bremen      | 10 | 9 | 1 | 84:21  | 63    | 26   |
| 2. | Adendorfer EC          | 10 | 8 | 2 | 107:13 | 94    | 25   |
| 3. | Salzgitter Icefighters | 10 | 7 | 3 | 63:35  | 28    | 21   |
| 4. | TuS Harsefeld Tigers   | 10 | 2 | 7 | 32:102 | −70   | 8    |
| 5. | Altonaer SV Hamburg    | 10 | 2 | 8 | 24:85  | −61   | 6    |
| 6. | Hamburger SV 1b        | 10 | 1 | 9 | 18:72  | −54   | 4    |

Die Weserstars Bremen sichern sich somit zum zweiten Mal in Folge den Meistertitel der Regionalliga Nord. Auf einen Aufstieg in die Eishockey-Oberliga verzichten sie jedoch. Auf Grund des Abstiegs der Mannschaft des Hamburger SV aus der Eishockey-Oberliga 2015/16, wird die Zweitvertretung den Gang in die Fünftklassigkeit antreten.

### Platzierungsrunde
Die Mannschaften auf den Plätzen vier und fünf der Gruppe A, sowie Vier bis Sieben der Gruppe B, spielen in einer Einfachrunde die folgenden Platzierungen aus. Am 29. Februar 2016 wurde das Team des EHC Timmendorfer Strand 06 1b, wegen zweimaligen Nichtantretens, vom Wettbewerb ausgeschlossen wurden.
|     | Mannschaft                        | Sp              | S               | N               | Tore            | Diff.           | Pkte            |
| --- | --------------------------------- | --------------- | --------------- | --------------- | --------------- | --------------- | --------------- |
| 7.  | SG United North Stars/EC Wedemark | 8               | 7               | 1               | 77:18           | 59              | 21              |
| 8.  | REV Bremerhaven                   | 8               | 7               | 1               | 67:23           | 44              | 21              |
| 9.  | EC Celler Oilers                  | 8               | 3               | 5               | 33:61           | −28             | 9               |
| 10. | Rostocker EC Freibeuter           | 8               | 3               | 5               | 39:66           | −27             | 8               |
| 11. | Hamburg Crocodiles 1b             | 8               | 0               | 8               | 29:77           | −48             | 1               |
| 12. | EHC Timmendorfer Strand 06 1b     | disqualifiziert | disqualifiziert | disqualifiziert | disqualifiziert | disqualifiziert | disqualifiziert |

Die Planung für die neue Saison sieht vor, eine neue fünftklassige Verbandsliga einzuführen, um das Leitungsniveau der Regionalliga-Nord zu erhöhen. Nach aktuellem Stand werden alle Teams der Meisterrunde und die Absteiger aus der Eishockey-Oberliga 2015/16 an der Eishockey-Regionalliga teilnehmen. Alle Teilnehmer der Platzierungsrunde würden mit den Aufsteigern die Verbandsliga bilden.

## 1. Liga West
Die 1. Liga West umfasst das Gebiet der Bundesländer Nordrhein-Westfalen, Hessen, Rheinland-Pfalz und Saarland. Ausrichter ist der Landeseissportverband Nordrhein-Westfalen.
Neu in der bisher Regionalliga West genannten Liga sind die Mannschaften aus Hamm, Ratingen und Neuss, die auf eine Teilnahme an der nun vom DEB durchgeführten Oberliga Nord verzichteten.
Nach einer Einfachrunde aller Mannschaften wird die Liga aufgeteilt.
Die Mannschaften auf Platz eins bis sechs spielen in einer Doppelrunde mit anschließenden Play-offs, der besten 4 Mannschaften, den 1. Liga West-Meister aus. Dieser hätte an der Relegation zur Oberliga Nord teilnehmen können, allerdings haben alle Mannschaften darauf verzichtet.
Die Mannschaften auf Platz sieben bis zehn spielen gegen die Mannschaften auf Platz eins bis vier der – fünftklassigen – Regionalliga West den 1. Liga West-Pokal als Einfachrunde aus.

### Teilnehmer
- Ratinger Ice Aliens (A)
- Neusser EV (A)
- Hammer Eisbären (A)
- Eisadler Dortmund
- EC Bad Nauheim 1b
- Dinslakener Kobras
- EC Lauterbach 2012
- Kölner EC 1b
- EC Bergisch Land
- TuS Wiehl

### Hauptrunde
|     | Mannschaft              | Sp | S  | N  | Tore   | Diff. | Pkte |
| --- | ----------------------- | -- | -- | -- | ------ | ----- | ---- |
| 1.  | Ratinger Ice Aliens (A) | 18 | 17 | 1  | 104:45 | 60    | 52   |
| 2.  | Eisadler Dortmund (M)   | 18 | 14 | 4  | 108:51 | 57    | 41   |
| 3.  | Hammer Eisbären (A)     | 18 | 13 | 5  | 103:63 | 40    | 37   |
| 4.  | EC Lauterbach           | 18 | 9  | 9  | 85:80  | 5     | 30   |
| 5.  | Dinslaken Kobras        | 18 | 9  | 9  | 81:78  | 3     | 27   |
| 6.  | Neusser EV (A)          | 18 | 7  | 11 | 70:84  | −14   | 22   |
| 7.  | Kölner EC 1b            | 18 | 6  | 12 | 59:88  | −29   | 18   |
| 8.  | EC Bergisch Land        | 18 | 6  | 12 | 69:108 | −39   | 17   |
| 9.  | EC Bad Nauheim 1b       | 18 | 5  | 13 | 48:78  | −30   | 15   |
| 10. | TuS Wiehl               | 18 | 4  | 14 | 51:103 | −52   | 11   |

### Entscheidungsrunde
Für die Meisterrunde qualifizierten sich die besten sechs Mannschaften nach der Hauptrunde. Nach einer Doppelrunde waren die besten vier Mannschaften für die Playoffs – zum Meister der 1. Liga West – qualifiziert.
|    | Mannschaft          | Sp | S  | N  | Tore  | Diff. | Pkte |
| -- | ------------------- | -- | -- | -- | ----- | ----- | ---- |
| 1. | Ratinger Ice Aliens | 20 | 13 | 7  | 82:66 | 16    | 39   |
| 2. | Eisadler Dortmund   | 20 | 13 | 7  | 94:68 | 26    | 36   |
| 3. | Hammer Eisbären     | 20 | 13 | 7  | 89:68 | 21    | 35   |
| 4. | EC Lauterbach       | 20 | 8  | 12 | 79:88 | −9    | 28   |
| 5. | Dinslaken Kobras    | 20 | 8  | 12 | 74:94 | −20   | 24   |
| 6. | Neusser EV          | 20 | 5  | 15 | 59:93 | −34   | 18   |

### Play-offs
Die beiden Halbfinals werden im Hin- und Rückspiel ausgetragen. Das Finale anschließend im Modus 'best-of-three'.
|  | Halbfinale | Halbfinale          | Halbfinale |  |  | Finale | Finale              | Finale |
|  |            |                     |            |  |  |        |                     |        |
|  |            |                     |            |  |  |        |                     |        |
|  | 1          | Ratinger Ice Aliens | 10         |  |  |        |                     |        |
|  | 4          | EC Lauterbach       | 4          |  |  |        |                     |        |
|  |            |                     |            |  |  | 1      | Ratinger Ice Aliens | 2      |
|  |            |                     |            |  |  | 3      | Hammer Eisbären     | 0      |
|  | 2          | Eisadler Dortmund   | 4          |  |  |        |                     |        |
|  | 3          | Hammer Eisbären     | 7          |  |  |        |                     |        |
|  |            |                     |            |  |  |        |                     |        |

#### Halbfinale
|                                     | Gesamt | Hinspiel | Rückspiel |
| ----------------------------------- | ------ | -------- | --------- |
| Ratinger Ice Aliens –EC Lauterbach  | 10:4   | 4:1      | 6:3       |
| Eisadler Dortmund – Hammer Eisbären | 4:7    | 0:4      | 4:3       |

#### Finale
|                                       | Serie | Spiel 1 | Spiel 2 | Spiel 3 |
| ------------------------------------- | ----- | ------- | ------- | ------- |
| Ratinger Ice Aliens – Hammer Eisbären | 2-0   | 6:4     | 6:4     | -       |

Die Ratinger Ice Aliens sichern sich den Meistertitel der 1. Liga West. Auf einen möglichen Aufstieg verzichten sie jedoch.

### Pokalrunde
In der Pokalrunde um den "1.-Liga West-Pokal" traten die letzten vier Mannschaften der Hauptrunde auf die besten vier Mannschaften der – fünftklassigen – Regionalliga West. Der Sieger wurde innerhalb einer Einfachrunde ausgespielt. Die Teams auf den Plätzen 1-4 verbleiben in der 1. Liga West, die folgenden Mannschaften müssen in die Regionalliga West absteigen.
|    | Mannschaft              | Sp | S  | N  | Tore   | Diff. | Pkte |
| -- | ----------------------- | -- | -- | -- | ------ | ----- | ---- |
| 1. | Herforder EV (RL-West)  | 14 | 13 | 1  | 107:44 | 63    | 38   |
| 2. | TuS Wiehl               | 14 | 9  | 5  | 72:48  | 24    | 28   |
| 3. | Kölner EC 1b            | 14 | 9  | 5  | 74:59  | 15    | 28   |
| 4. | ESC Paderborn (RL-West) | 14 | 10 | 4  | 70:64  | 6     | 28   |
| 5. | EC Bad Nauheim 1b       | 14 | 7  | 7  | 51:58  | −7    | 20   |
| 6. | EC Bergisch Land        | 14 | 4  | 10 | 50:100 | −50   | 11   |
| 7. | Soester EG (RL-West)    | 14 | 2  | 12 | 50:73  | −23   | 8    |
| 8. | EHC Troisdorf (RL-West) | 14 | 2  | 12 | 45:73  | −28   | 7    |

Der Herforder EV und der ESC Paderborn haben sich sportlich für die Eishockey-Regionalliga qualifiziert und TuS Wiehl sowie die Kölner Haie 1b dürfen den Klassenerhalt feiern. Für den EC Bad Nauheim 1b und den EC Bergisch Land gehts dafür in die fünftklassige Regionalliga West. Der EHC Troisdorf und die Soester EG sind an der Qualifikation gescheitert.

## Regionalliga Ost
Die Regionalliga Ost umfasst das Gebiet der Bundesländer Berlin, Brandenburg, Sachsen, Sachsen-Anhalt und Thüringen. Ausrichter ist der Sächsische Eissportverband.
Die Saison wird in einer Einfachrunde gespielt, der Meister wird in einer Meisterrunde ermittelt. Auf die Teilnahme an der Relegation zur DEB-Oberliga Nord haben alle Mannschaften verzichtet.

### Teilnehmer
- Tornado Niesky (A)
- ESC Dresden 1b
- ESC Berlin 2007
- FASS Berlin 1b
- Dresden Devils
- EHC Berlin Blues
- Bad Muskau Bombers
- Crimmitschau Outlaws
- Chemnitz Crashers
- ESC Black Panther Jonsdorf (N)

### Hauptrunde
|     | Mannschaft                     | Sp | S  | N  | Tore   | Diff. | Pkte |
| --- | ------------------------------ | -- | -- | -- | ------ | ----- | ---- |
| 1.  | Tornado Niesky (A)             | 18 | 18 | 0  | 132:25 | 107   | 54   |
| 2.  | EHC Berlin Blues               | 18 | 15 | 3  | 90:43  | 17    | 44   |
| 3.  | Chemnitz Crashers              | 18 | 12 | 6  | 104:64 | 40    | 37   |
| 4.  | ESC Dresden 1b                 | 18 | 11 | 7  | 79:59  | 20    | 32   |
| 5.  | FASS Berlin 1b                 | 18 | 9  | 9  | 77:78  | −1    | 26   |
| 6.  | ESC Berlin 07                  | 18 | 9  | 9  | 76:81  | −5    | 25   |
| 7.  | Crimmitschau Outlaws           | 18 | 7  | 11 | 65:64  | 1     | 21   |
| 8.  | Bad Muskau Bombers             | 18 | 5  | 13 | 64:88  | −24   | 17   |
| 9.  | ESC Black Panther Jonsdorf (N) | 18 | 4  | 14 | 57:89  | −32   | 13   |
| 10. | Dresden Devils                 | 18 | 0  | 18 | 38:191 | −153  | 1    |

### Meisterschaftsserie
Zum 8. März 2016 hat die Ligenleitung der Regionalliga Ost festgelegt, die geplanten Playoffs durch eine Meisterrunde (Einfachrunde) zu ersetzen. Teilnahme berechtigt dafür sind: Tornado Niesky, EHC Berlin Blues und ESC Dresden 1b. Die Chemnitz Crashers wurden vom Verband ausgeschlossen, da sie keine geeignete Spielstätte für den Zeitraum der Spiele zur Verfügung haben.
Am 11. März 2016 wurde diese Meisterrunde vom SEV wieder abgesagt, da auch die EHC Berlin Blues auf eine Teilnahme verzichten, und wurde durch ein Finale – zwischen Tornado Niesky und ESC Dresden 1b – im Modus best-of-five ausgespielt.
|                                 | Serie | Spiel 1 | Spiel 2 | Spiel 3 | Spiel 4 | Spiel 5 |
| ------------------------------- | ----- | ------- | ------- | ------- | ------- | ------- |
| Tornado Niesky – ESC Dresden 1b | 3-0   | 7:1     | 5:0     | 3:2     | –       | –       |

## Regionalliga Süd-West
Die Regionalliga Süd-West umfasste das Gebiet des Bundeslandes Baden-Württemberg. Ausrichter war der Eissport-Verband Baden-Württemberg. Traditionell nahm auch der EHC Zweibrücken aus Rheinland-Pfalz an der Liga teil. Die ersten vier Teams nach der Hauptrunde (Eineinfachhalbrunde) spielten in den Playoffs den Meister aus. Dieser hätte gegen den Meister der Bayernliga um den Aufstieg zur Oberliga Süd spielen können, beide Finalisten verzichteten jedoch.

### Teilnehmer
| - SC Bietigheim 1b - EHC Freiburg 1b - EHC Eisbären Heilbronn - ESC Hügelsheim 09 - EV Ravensburg 1b | - Schwenninger ERC - Stuttgarter EC - EHC Zweibrücken - EC Eppelheim |

### Hauptrunde
|    | Mannschaft                 | Sp | S  | N  | Tore    | Diff. | Pkte |
| -- | -------------------------- | -- | -- | -- | ------- | ----- | ---- |
| 1. | EHC Eisbären Heilbronn (M) | 24 | 18 | 6  | 147:67  | 80    | 56   |
| 2. | Schwenninger ERC           | 24 | 18 | 6  | 130:84  | 46    | 54   |
| 3. | EHC Zweibrücken Hornets    | 24 | 17 | 7  | 146:75  | 71    | 51   |
| 4. | SC Bietigheim-Bissingen 1b | 24 | 16 | 8  | 125:100 | 25    | 47   |
| 5. | ESC Hügelsheim 09          | 24 | 14 | 10 | 121:103 | 18    | 40   |
| 6. | Stuttgarter EC             | 24 | 10 | 14 | 72:94   | −22   | 28   |
| 7. | EC Eppelheim               | 24 | 7  | 17 | 84:148  | −64   | 22   |
| 8. | EHC Freiburg 1b            | 24 | 6  | 18 | 58:156  | −98   | 16   |
| 9. | EV Ravensburg 1b           | 24 | 2  | 22 | 82:138  | −56   | 10   |

### Playoffs
Die Halbfinals wurden im Modus 'best-of-three' ausgetragen, das Finale im Modus 'best-of-five'.
|  | Halbfinale | Halbfinale                 | Halbfinale |  |  | Finale | Finale                 | Finale |
|  |            |                            |            |  |  |        |                        |        |
|  |            |                            |            |  |  |        |                        |        |
|  | 1          | EHC Eisbären Heilbronn     | 2          |  |  |        |                        |        |
|  | 4          | SC Bietigheim-Bissingen 1b | 1          |  |  |        |                        |        |
|  |            |                            |            |  |  | 1      | EHC Eisbären Heilbronn | 2      |
|  |            |                            |            |  |  | 3      | EHC Zweibrücken        | 0      |
|  | 2          | Schwenninger ERC           | 1          |  |  |        |                        |        |
|  | 3          | EHC Zweibrücken            | 2          |  |  |        |                        |        |
|  |            |                            |            |  |  |        |                        |        |

#### Halbfinale
|                                              | Serie | Spiel 1   | Spiel 2 | Spiel 3   |
| -------------------------------------------- | ----- | --------- | ------- | --------- |
| EHC Eisbären Heilbronn – SC Bietigheim-B. 1b | 2-1   | 4:3 n. P. | 2:3     | 4:1       |
| Schwenninger ERC – EHC Zweibrücken           | 1-2   | 7:4       | 2:7     | 3:4 n. V. |

#### Finale
|                                          | Serie | Spiel 1   | Spiel 2 | Spiel 3 |
| ---------------------------------------- | ----- | --------- | ------- | ------- |
| EHC Eisbären Heilbronn – EHC Zweibrücken | 2-0   | 9:8 n. V. | 5:3     | -       |

## Bayernliga
Die Bayernliga 2015/16 wurde vom Bayerischen Eissport-Verband nach dessen Durchführungsbestimmungen ausgerichtet.
Die Liga spielt wie in den letzten Jahren eine Einfachrunde aus. Für die anschließende Zwischenrunde qualifizieren sich die ersten zehn Mannschaften, die dann in zwei Gruppen die Teilnehmer an den Play-offs ausspielen. Die jeweils besten vier Teams der beiden Zwischenrundengruppen (A&B) sind für die Playoffs qualifiziert. Die Playoffs werden in jeder Runde im Modus "best-of-five" ausgespielt. Der Sieger ist Meister der Bayernliga und tritt gegen den Sieger der Regionalliga-Südwest in der Relegation zum Aufstieg in die Eishockey-Oberliga 2016/17 an. Die Teams der Plätze 11-14 spielen eine Abstiegsrunde aus. Nach einer Doppelrunde steigt der Letzte ab und der Vorletzte tritt in der Relegation, um den Klassenverbleib, gegen den Sieger der Landesliga Bayern an.

### Teilnehmer
| - EV Lindau - ESV Buchloe - ESC Dorfen - EC Pfaffenhofen - EV Moosburg | - EHC Waldkraiburg - EV Pegnitz (N) - TSV Peißenberg - TEV Miesbach - HC Landsberg | - Wanderers Germering - Höchstadter EC - ECDC Memmingen Indians - ESC Riverrats Geretsried (N) |

### Vorrundentabelle
|     | Mannschaft                   | Sp | S3 | S2 | N1 | N0 | Tore    | Diff. | Pkte |
| --- | ---------------------------- | -- | -- | -- | -- | -- | ------- | ----- | ---- |
| 1.  | EV Lindau Islanders (M)      | 26 | 17 | 1  | 3  | 5  | 133:85  | 48    | 56   |
| 2.  | ESC Dorfen                   | 26 | 16 | 2  | 1  | 7  | 114:72  | 42    | 53   |
| 3.  | EHC Waldkraiburg             | 26 | 16 | 0  | 2  | 8  | 113:75  | 38    | 50   |
| 4.  | HC Landsberg                 | 26 | 12 | 3  | 2  | 9  | 95:88   | 7     | 44   |
| 5.  | ECDC Memmingen Indians       | 26 | 12 | 2  | 4  | 8  | 117:100 | 17    | 44   |
| 6.  | TEV Miesbach                 | 26 | 11 | 3  | 4  | 8  | 103:85  | 18    | 43   |
| 7.  | Höchstadter EC Alligators    | 26 | 13 | 2  | 0  | 11 | 108:101 | 7     | 43   |
| 8.  | TSV Peißenberg Eishackler    | 26 | 11 | 3  | 2  | 10 | 106:84  | 22    | 41   |
| 9.  | EV Moosburg                  | 26 | 10 | 3  | 3  | 10 | 110:115 | −5    | 39   |
| 10. | ESV Buchloe                  | 26 | 10 | 2  | 1  | 13 | 86:107  | −21   | 35   |
| 11. | Wanderers Germering          | 26 | 7  | 4  | 1  | 14 | 83:121  | −38   | 30   |
| 12. | EV Pegnitz Ice Dogs (N)      | 26 | 9  | 0  | 1  | 16 | 82:104  | −22   | 28   |
| 13. | EC Pfaffenhofen Icehogs      | 26 | 8  | 1  | 0  | 17 | 80:131  | −51   | 26   |
| 14. | ESC Geretsried Riverrats (N) | 26 | 4  | 0  | 2  | 20 | 82:144  | −62   | 14   |

Abkürzungen: Sp = Spiele, S3 = Siege, S2 = Siege nach Verlängerung oder Penaltyschießen, N1 = Niederlagen nach Verlängerung oder Penaltyschießen, N0 = Niederlagen, T = Tore, GT = Gegentore, N = Neuling (Aufsteiger).

### Zwischenrunde A
|    | Mannschaft                | Sp | S3 | S2 | N1 | N0 | Tore  | Diff | Pkte |
| -- | ------------------------- | -- | -- | -- | -- | -- | ----- | ---- | ---- |
| 1. | TSV Peißenberg Eishackler | 8  | 7  | 0  | 0  | 1  | 38:18 | 20   | 21   |
| 2. | EV Lindau Islanders       | 8  | 5  | 0  | 1  | 2  | 37:28 | 9    | 16   |
| 3. | HC Landsberg              | 8  | 4  | 1  | 0  | 3  | 35:27 | 8    | 14   |
| 4. | ECDC Memmingen Indians    | 8  | 3  | 0  | 0  | 5  | 27:31 | −4   | 9    |
| 5. | EV Moosburg               | 8  | 0  | 0  | 0  | 8  | 17:50 | −33  | 0    |

### Zwischenrunde B
|    | Mannschaft                | Sp | S3 | S2 | N1 | N0 | Tore  | Diff | Pkte |
| -- | ------------------------- | -- | -- | -- | -- | -- | ----- | ---- | ---- |
| 1. | EHC Waldkraiburg          | 8  | 5  | 0  | 2  | 1  | 41:19 | 22   | 17   |
| 2. | Höchstadter EC Alligators | 8  | 5  | 1  | 0  | 2  | 33:26 | 7    | 17   |
| 3. | TEV Miesbach              | 8  | 4  | 1  | 0  | 3  | 31:34 | −3   | 14   |
| 4. | ESC Dorfen                | 8  | 2  | 1  | 0  | 5  | 33:39 | −9   | 8    |
| 5. | ESV Buchloe               | 8  | 1  | 0  | 1  | 6  | 29:49 | −20  | 4    |

### Play-offs
Alle Duelle um den Meister der Bayernliga und Teilnehmer an der Relegation zur Eishockey-Regionalliga 2016/17 werden im Modus 'best-of-five' ausgeführt.
| Viertelfinale | Viertelfinale       | Viertelfinale |    |                  | Halbfinale          | Halbfinale | Halbfinale |  |  | Finale | Finale | Finale |
|               |                     |               |    |                  |                     |            |            |  |  |        |        |        |
| A1            | TSV Peißenberg      | 3             |    |                  |                     |            |            |  |  |        |        |        |
| B4            | ESC Dorfen          | 1             |    |                  |                     |            |            |  |  |        |        |        |
|               |                     |               | A1 | TSV Peißenberg   | 0                   |            |            |  |  |        |        |        |
|               |                     |               |    | B2               | Höchstadter EC      | 3          |            |  |  |        |        |        |
| B2            | Höchstadter EC      | 3             |    |                  |                     |            |            |  |  |        |        |        |
| A3            | HC Landsberg        | 1             |    |                  |                     |            |            |  |  |        |        |        |
|               |                     |               | B2 | Höchstadter EC   | 2                   |            |            |  |  |        |        |        |
|               |                     |               |    | B1               | EHC Waldkraiburg    | 3          |            |  |  |        |        |        |
| B1            | EHC Waldkraiburg    | 3             |    |                  |                     |            |            |  |  |        |        |        |
| A4            | Memmingen Indians   | 1             |    |                  |                     |            |            |  |  |        |        |        |
|               |                     |               | B1 | EHC Waldkraiburg | 3                   |            |            |  |  |        |        |        |
|               |                     |               |    | A2               | EV Lindau Islanders | 1          |            |  |  |        |        |        |
| A2            | EV Lindau Islanders | 3             |    |                  |                     |            |            |  |  |        |        |        |
| B3            | TEV Miesbach        | 1             |    |                  |                     |            |            |  |  |        |        |        |
|               |                     |               |    |                  |                     |            |            |  |  |        |        |        |

- Damit ist der EHC Waldkraiburg als Meister der Bayernliga - "Bayerischer Meister 2016"

#### Viertelfinale
|                                           | Serie | Spiel 1   | Spiel 2   | Spiel 3 | Spiel 4   | Spiel 5 |
| ----------------------------------------- | ----- | --------- | --------- | ------- | --------- | ------- |
| TSV Peißenberg Eishackler – ESC Dorfen    | 3-1   | 3:5       | 2:0       | 4:3     | 6:5 n. P. | -       |
| Höchstadter EC Alligators – HC Landsberg  | 3-1   | 1:6       | 4:3 n. P. | 5:2     | 3:2 n. V. | -       |
| EHC Waldkraiburg – ECDC Memmingen Indians | 3-1   | 6:3       | 6:7       | 6:5     | 8:3       | -       |
| EV Lindau Islanders – TEV Miesbach        | 3-1   | 2:3 n. P. | 3:0       | 7:3     | 4:3 n. V. | -       |

#### Halbfinale
|                                                       | Serie | Spiel 1 | Spiel 2   | Spiel 3 | Spiel 4 | Spiel 5 |
| ----------------------------------------------------- | ----- | ------- | --------- | ------- | ------- | ------- |
| TSV Peißenberg Eishackler – Höchstadter EC Alligators | 0-3   | 2:4     | 3:4 n. V. | 3:4     | -       | -       |
| EHC Waldkraiburg – EV Lindau Islanders                | 3-1   | 2:5     | 3:2 n. P. | 6:2     | 3:1     | -       |

#### Finale
|                                              | Serie | Spiel 1   | Spiel 2   | Spiel 3 | Spiel 4   | Spiel 5 |
| -------------------------------------------- | ----- | --------- | --------- | ------- | --------- | ------- |
| Höchstadter EC Alligators – EHC Waldkraiburg | 2-3   | 2:3 n. V. | 4:3 n. V. | 3:5     | 4:3 n. P. | 2:4     |

### Abstiegsrunde
|    | Mannschaft               | Sp | S3 | S2 | N1 | N0 | Tore  | Diff | Pkte |
| -- | ------------------------ | -- | -- | -- | -- | -- | ----- | ---- | ---- |
| 1. | EC Pfaffenhofen Icehogs  | 12 | 6  | 0  | 2  | 4  | 41:44 | −3   | 20   |
| 2. | ESC Geretsried Riverrats | 12 | 6  | 0  | 0  | 6  | 45:38 | 7    | 18   |
| 3. | Wanderers Germering      | 12 | 5  | 1  | 0  | 6  | 42:42 | 0    | 17   |
| 4. | EV Pegnitz Ice Dogs      | 12 | 5  | 1  | 0  | 6  | 35:39 | −5   | 17   |

Die EV Pegnitz Ice Dogs sind somit sportlich aus der Bayern-Liga abgestiegen. Dagegen haben die ESC Geretsried Riverrats und der EC Pfaffenhofen Icehogs den sportlichen Klassenerhalt geschafft. Die Wanderers Germering müssen in die Relegation.

#### Relegation Bayernliga – Landesliga
Der Vorletzte der Abstiegsrunde – die Wanderers Germering – spielen gegen den Vizemeister der Landesliga Bayern – die EHF Passau Black Hawks – um die Teilnahme an der Bayernliga 2016/2017.
|                                              | Serie | Spiel 1 | Spiel 2 | Spiel 3 |
| -------------------------------------------- | ----- | ------- | ------- | ------- |
| Wanderers Germering – EHF Passau Black Hawks | 2-1   | 4:2     | 2:3     | 5:2     |

Die Wanderers Germering haben somit den Klassenerhalt geschafft. Da der EHC Waldkraiburg, der Höchstadter EC und der EV Lindau wegen Aufstockung der Oberliga aufsteigen, können der EV Pegnitz in der Liga verbleiben und der EHF Passau Blackhawks und die EA Schongau in die Bayernliga 2016/17 nachrücken.